# Mondial Australian Women's Hardcourts 2005
Il Mondial Australian Women's Hardcourts 2005 è stato un torneo di tennis giocato sul cemento. È stata la 9ª edizione del Mondial Australian Women's Hardcourts, che fa parte della categoria Tier III nell'ambito del WTA Tour 2005. Si è giocato sulla Gold Coast dell'Australia, dal 3 al 9 gennaio 2005.

## Campionesse

### Singolare
Patty Schnyder ha battuto in finale  Samantha Stosur con il punteggio di 1–6, 6–3, 7–5

### Doppio
Elena Lichovceva /  Magdalena Maleeva hanno battuto in finale  Maria Elena Camerin /  Silvia Farina Elia con il punteggio di 6–3, 5–7, 6–1